# Qàlat Bani Hammad
La Qala dels Banu Hammad o Qàlat Bani Hammad (àrab: قلعة بني حماد, Qalʿat Banī Ḥammād) fou una ciutat medieval d'Algèria, capital de la dinastia dels Banu Hammad o hammadites. Un nom alternatiu fou Qàlat Abi-Tawil. Avui dia són unes ruïnes a les muntanyes Maadid, al nord-est de M'Sila o Msila, prop de la vila de Bechara (Bishara), uns 225 km al sud-est d'Alger. El 1980, fou inscrita a la llista de monuments Patrimoni de la Humanitat.
L'altura mitjana de la zona de l'antiga ciutat era de 990 metres, limitant al nord amb el Takarbust, de 1.418 metres, a l'oest les muntanyes Gorein (1.190 metres), al sud el Djabal Rahma i a l'est el uadi Fradj.

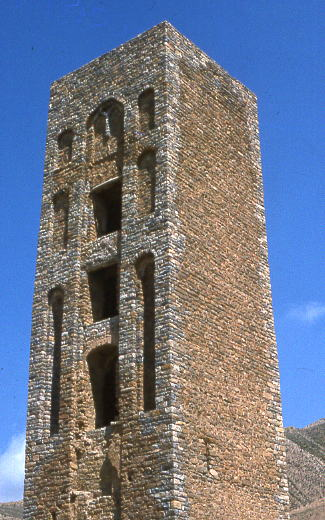
Qala dels Banu Hammad, minaret.

## Història
Unes ruïnes antigues d'uns banys, demostren la presència romana. Tradicionalment, se situa en aquest lloc la mort d'Abu-Yazid Màkhlad (947). Hammad ibn Bulugguín (que s'havia destacat contra els zanates) fou enviat pel seu nebot, l'emir zírida Badis, el 1004, a l'oest per pacificar la regió del Magrib central, i li fou cedida la ciutat d'Ashir i el Magrib central amb totes les viles que pogués dominar, i el seu càrrec era irrevocable. Hammad aviat va veure la situació estratègica del lloc que li permetia fer front als zenates de la plana i li oferia un lloc fort que li assegurés ser independent de l'emir zírida de Kairuan; va fundar aviat (vers 1007) la fortalesa que havia d'esdevenir capital del seu domini, la Qala dels Banu Hammad (Qalat Hammad o Qalat Bani Hammad, o simplement al-Qala), que fou poblada, segons Ibn Khaldun, amb habitants portats a la força de Msila i Suk Hamza (Bouira). Quan el zírida Nàssir-ad-Dawla Badis ibn al-Mansur li va ordenar lliurar una part de la regió de Constantina al seu hereu, Hammad s'hi va negar i es va revoltar amb suport del seu germà Ibrahim ibn Bulugguín (1015), i va proclamar la sobirania dels califes abbàssides (els zírides reconeixien els fatimites). S'hi van construir muralles, un palau, mesquites, caravanserralls i altres edificis. De moment, Ashir va restar la seva capital i la Qala fou una residència secundària. La ciutat va arribar al zenit amb an-Nàssir ibn Alannàs (1062-1089), quan les ciutats d'Ifríqiya es van despoblar per la invasió hilaliana i ciutat ben protegides com la Qala van esdevenir llocs de destinació. Per l'increment del comerç, calia un port i an-Nàssir va fer arranjar el petit port de Bugia, on el seu fill al-Mansur ibn an-Nàssir (1089-1105) va construir al-Mansuriyya (nom que no va arrelar) i on va acabar trobant refugi. Encara que es va fer un pacte amb els athbaj hilalians, aquests feien difícil la vida a la ciutat i, mentre la Qala declinava, Bugia creixia. Yahya ibn Abd-al-Aziz (vers 1121/1125-1152) va prendre'n tot el que restava de valor (1148) i es va amagar a Bugia. El 1152, la Qala fou conquerida pels almohades, que la van destruir. Després, hi van establir una guarnició i la van restaurar una mica, creant un petit oratori a les restes de la gran mesquita. Els Banu Ghàniya la van tenir algun temps (1184), però en foren expulsats després de tres mesos de setge, el 1185. Després ja no torna a ser esmentada.
Les ruïnes foren explotades per P. Blanchet el 1886 i per A. Robert als següents anys. Després de la inspecció del general de Beylié, a començaments del segle, una nova excavació es va fer del 1951 al 1962 per L. Golvin.

## Galeria d'imatges de les ruïnes

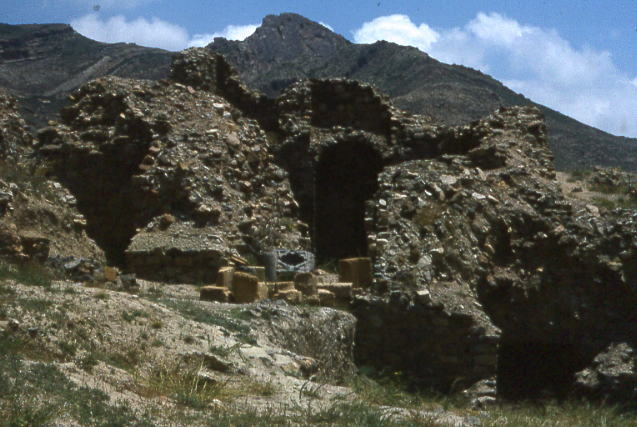
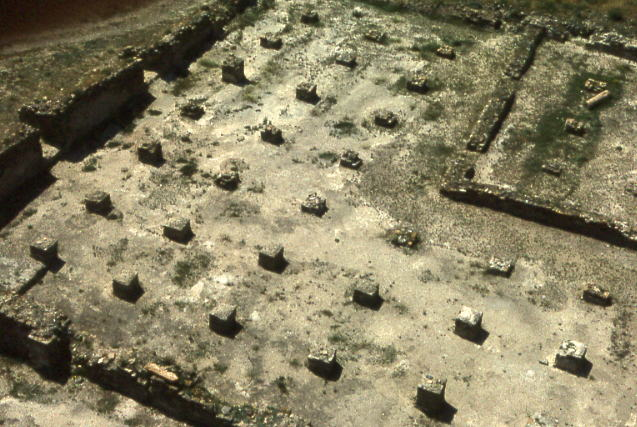
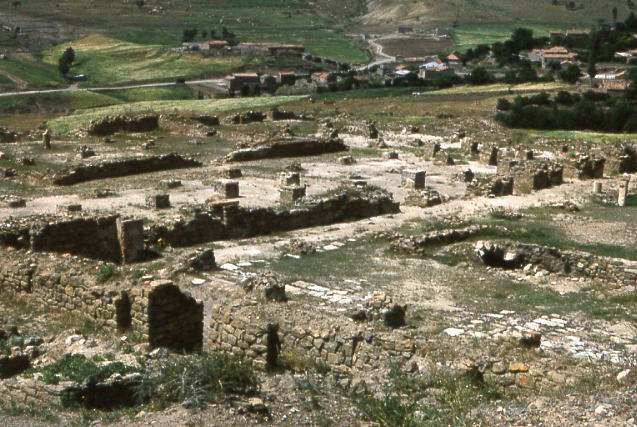
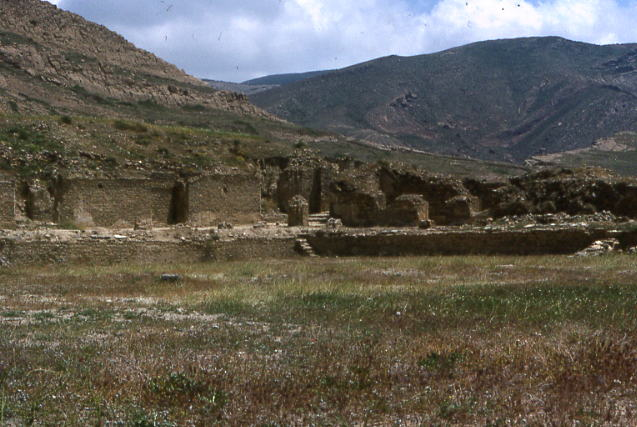
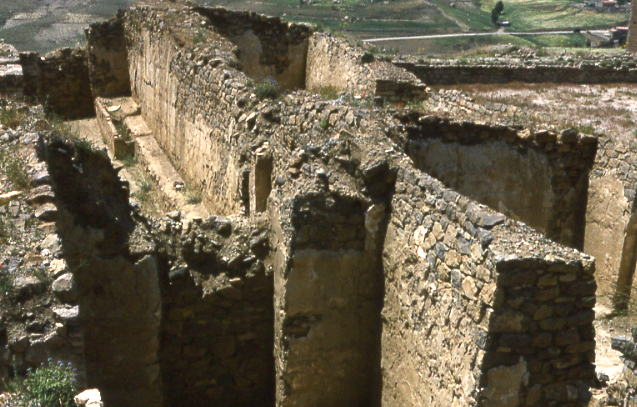
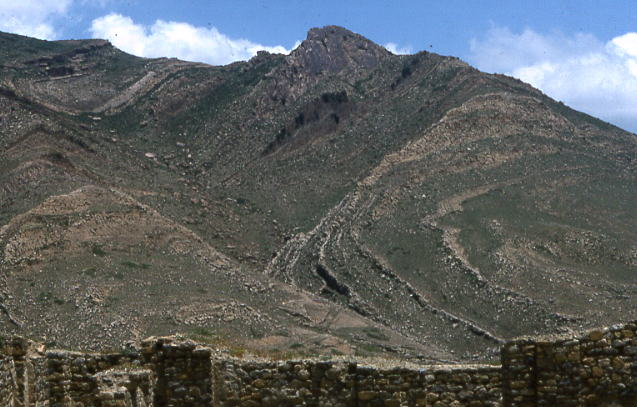
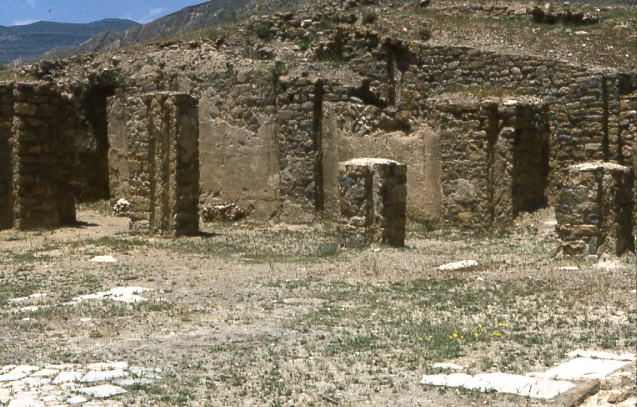
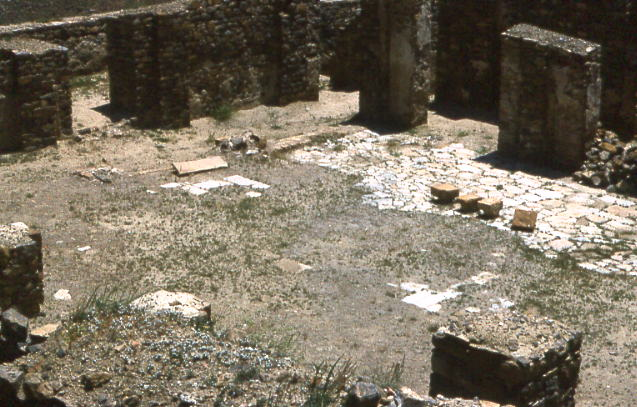
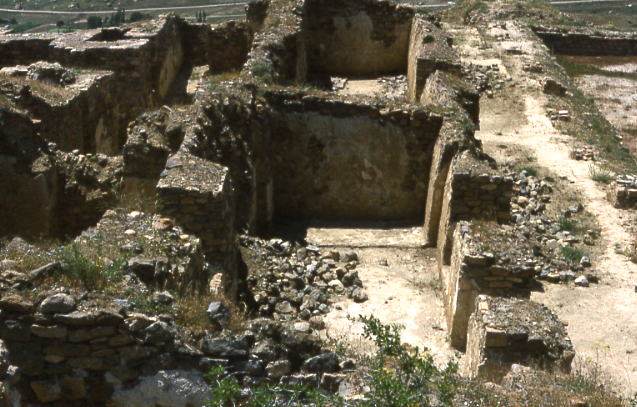
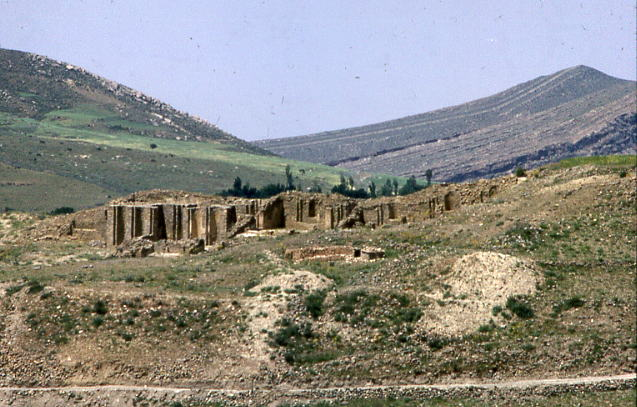
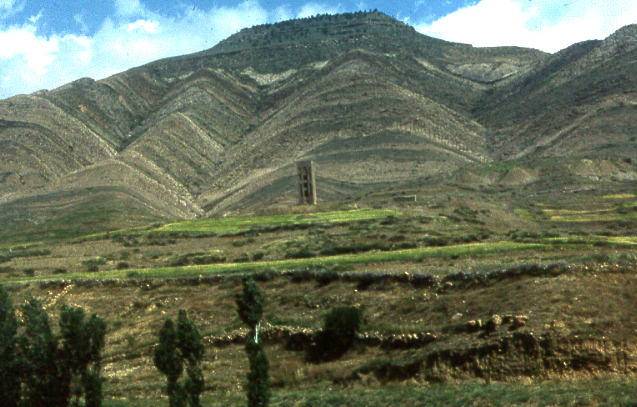
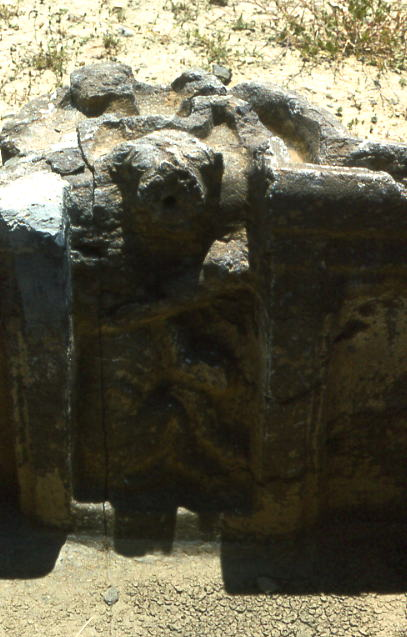
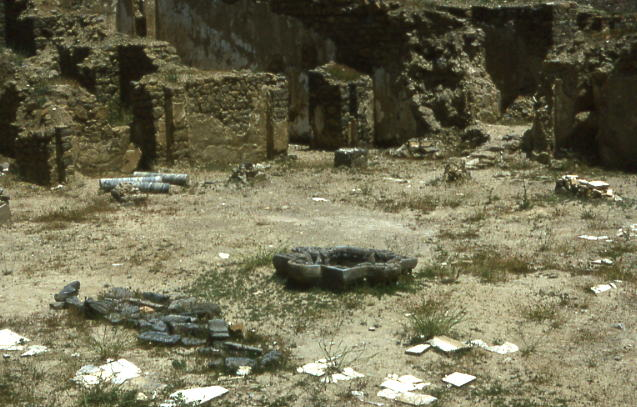
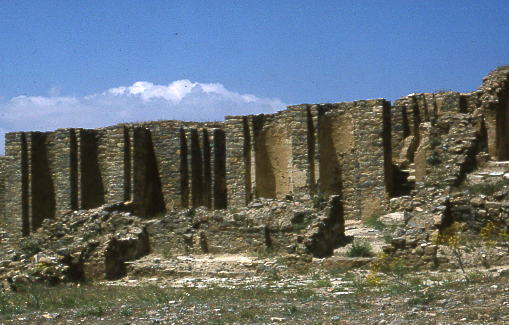